# Arnaque à la carte (téléfilm)
Cet article concerne le téléfilm de Jonathan Judge. Pour le film de Seth Gordon, voir Arnaque à la carte (film).
Pour plus de détails, voir Fiche technique et Distribution.
Arnaque à la carte (Swindle) est un téléfilm américano-canadien adapté du roman Swindle de Gordon Korman, réalisé par Jonathan Judge et diffusé le 24 août 2013 sur Nickelodeon aux États-Unis.

## Synopsis
Griffin et Ben, deux meilleurs amis, trouvent une carte représentant le joueur de baseball Honus Wagner dans la maison de Ben. Ils décident d'aller la revendre à un collectionneur, Paul Swindell, qui leur rachète la carte pour une somme assez mince. Mais les deux garçons vont vite découvrir que la carte vaut en fait énormément d'argent, assez pour aider la famille de Ben qui a des problèmes d'argent. 
Pour récupérer la carte, ils vont engager plusieurs élèves de leur lycée : Amanda, la pom-pom girl de l'école alias La Gymnaste ; Darren, la brute alias Les Muscles ; Savannah, une élève en art dramatique alias L'Actrice et la petite sœur de Griffin, Melissa alias La Hackeuse, et monter une grosse arnaque pour piéger Paul Swindell.

## Fiche technique
- Titre original : Swindle
- Titre français : Arnaque à la carte
- Réalisation : Jonathan Judge
- Scénario : Eric Freiser, Bill Motz et Bob Roth d'après le roman Swindle de Gordon Korman
- Production : Paul Barry, Margie Cohn, Karen Glass, Loris Kramer Lunsford et Lauren Levine
- Musique originale : John Van Tongeren
- Image : Tom Harting
- Montage : Anita Brandt-Burgoyne et Damon Fecht
- Décors : Sandy Walker
- Costumes : Kate Main
- Sociétés de production : Pacific Bay Entertainment et Nickelodeon Productions
- Distribution :
  -  États-Unis : MTV Networks International (télévision) ; Paramount Home Entertainment (vidéo)
  -  France : Viacom International Media Networks France (télévision) ; Viacom (vidéo à la demande)
- Pays d'origine :  États-Unis et  Canada[1]
- Langue originale : anglais
- Format : couleur - Dolby
- Genre : Comédie
- Durée : 92 min
- Première diffusion :
  -  États-Unis : 24 août 2013 sur Nickelodeon
  -  France : 30 août 2014 sur Nickelodeon France
- Dates de sortie en vidéo :
  -  États-Unis : 19 mars 2014 (DVD) ; 4 décembre 2015 (Blu-ray)
  -  France : 1er septembre 2014 sur iTunes Store (vidéo à la demande)

## Distribution
- Noah Crawford (en) (VF : Hervé Grull) : Griffin Bing - Le Cerveau
- Chris O'Neal (VF : Alexandre Nguyen) : Ben Dupree - Le Meilleur Ami
- Ciara Bravo (VF : Jennifer Fauveau) : Melissa Bing - La Hackeuse
- Ariana Grande (VF : Laëtitia Godès) : Amanda « Mandy » Benson - La Gymnaste
- Noah Munck (VF : Vincent de Bouard) : Darren Vader - Les Muscles
- Jennette McCurdy (VF : Marie Giraudon) : Savannah Westcott - L'Actrice
- Fred Ewanuick : Paul Swindell
- Sandy Robson (en) : Anton Leferve
- Gardiner Millar : Mr. Westcott
- Mitchell Duffield (VF : Gabriel Bismuth-Bienaimé) : Eddie Goldmeyer
- Chris Shields (VF : Serge Faliu) : monsieur Dupree
- Lucia Walters (VF : Sophie Arthuys) : madame Dupree
- Farrah Aviva : La mariée
- Aurelio DiNunzio : le père de la mariée
- Phillip Lee : Joy, le Dj
- Marrett Green : le reporter
- Ecstasia Sanders (en) : la manager de l'hôtel
- Claudio Encarnacion : PJ
- Tabitha St. Germain : Ariel

Sources V. F. : RS Doublage

## Accueil

### Audience
Aux États-Unis, lors de sa première diffusion le 24 août 2013 sur Nickelodeon, le téléfilm a rassemblé 4.2 millions de téléspectateurs.

### Critiques
Le New York Daily News a publié une critique positive du téléfilm le décrivant comme « incroyablement amusant ». Le magazine Variety a publié une critique mitigé déclarant que « si vous n'avez pas de posters avec l'un de ses jeunes acteurs sur votre mur, il ne vous est pas conseillé de le regarder sans être accompagné par un mineur », le magazine précise que les défauts du téléfilm sont tolérables étant donné qu'il est destiné à un public jeune.